# Centralny Okręg Wojskowy (Federacja Rosyjska)

Okręgi wojskowe Rosji

Centralny Okręg Wojskowy Sił Zbrojnych Federacji Rosyjskiej – jednostka administracyjno-wojskowa Sił Zbrojnych Federacji Rosyjskiej, obejmująca całość obiektów militarnych – w tym jednostki wojskowe, zakłady przemysłu zbrojeniowego, jednostki paramilitarne – stacjonujących w centralnej części FR.
Utworzony został dekretem prezydenckim nr 1144 z 20 września 2010, na bazie całości wojsk lądowych i związków lotnictwa Nadwołżańsko-Uralskiego Okręgu Wojskowego i Moskiewskiego Okręgu Wojskowego.
Siedziba dowództwa znajduje się w Jekaterynburgu.

## Dowódcy Okręgu
- gen. por. Władimir Czyrkin (2010-2012);
- gen. płk Walerij Gierasimow (2012);
- gen. mjr Aleksandr Dwornikow (2012-2014);
- gen. płk Nikołaj Bogdanowskij (2012-2014);
- gen. płk Władimir Zarudnickij (2014-2017);
- gen. płk Aleksandr Łapin (2017-2024)[3];
- gen. płk Andriej Mordwiczow (2024-2025);
- gen. płk Walerij Sołodczuk (maj 2025-)[4].

## Struktura
Zjednoczone Dowództwo Strategiczne
- armie ogólnowojskowe:
  - 2 Gwardyjska Armia Ogólnowojskowa;
  - 41 Armia Ogólnowojskowa;
- 14 Armia Sił Powietrznych i Obrony Przeciwlotniczej;
- formacje, jednostki wojskowe i instytucje wszechstronnego zabezpieczenia;
- 201 Baza Wojskowa;
- Baza lotnicza „Kant”[5].